# Bouligneux
Bouligneux település Franciaországban, Ain megyében. Lakosainak száma 323 fő (2022. január 1.). Bouligneux La Chapelle-du-Châtelard, Lapeyrouse, Sainte-Olive, Saint-Trivier-sur-Moignans, Sandrans és Villars-les-Dombes községekkel határos.

## Népesség
A település népességének változása:
| Lakosok száma | 208  | 247  | 290  | 302  | 309  | 309  | 328  | 328  | 332  | 323  |
|               | 1968 | 1982 | 1999 | 2006 | 2011 | 2015 | 2017 | 2018 | 2020 | 2022 |